# 小行星1088
小行星1088（1088 Mitaka）是一颗主小行星带小行星，于1927年11月17日在东京天文台被发现。
該小行星以天文台所在地东京都北多摩郡三鹰村（今三鹰市）命名。